# Pomarea
Genre
Pomarea est un genre d'oiseaux de la famille des Monarchidae.

## Répartition
Ce genre est endémique de Polynésie.

## Taxinomie
Selon le Congrès ornithologique international (version 3.4, 2013) il existe neuf espèces, quatre étant éteintes :
- Pomarea dimidiata – Monarque de Rarotonga
- Pomarea nigra – Monarque de Tahiti
- †Pomarea pomarea – Monarque de Maupiti
- Pomarea mendozae – Monarque des Marquises
- Pomarea mira – Monarque d'Ua Pou
- †Pomarea nukuhivae – Monarque de Nuku Hiva
- Pomarea iphis – Monarque iphis
- †Pomarea fluxa – Monarque d'Eiao
- Pomarea whitneyi – Monarque de Fatu Hiva

Parmi les six espèces encore vivantes, deux sont « en danger critique d'extinction », deux sont « en danger » et la une est « vulnérable » selon l'Union internationale pour la conservation de la nature. Pomarea mira était considérée comme probablement éteinte jusqu'à l'observation d'un individu en 2010.